# Amarte es mi pecado
Amarte es mi pecado es una telenovela mexicana, producida por Ernesto Alonso para Televisa en el año 2003, pero emitida en el año 2004. Es una historia original de Liliana Abud, adaptada por Jaime García Estrada y Orlando Merino.
Protagonizada por Yadhira Carrillo, Sergio Sendel y Alessandra Rosaldo, con las participaciones antagónicas de Sylvia Pasquel, Margarita Isabel, Tiaré Scanda, Odiseo Bichir, Alejandro Ibarra, Erika Buenfil, Xavier Marc, Juan Peláez, Antonio Medellín y Adriana Roel. cuenta con las actuaciones estelares de Alexis Ayala, René Casados, Sergio Reynoso, y los primeros actores Luis Gimeno, Emilia Carranza, Aarón Hernán y Ofelia Guilmain.

## Sinopsis
En la ciudad de Pátzcuaro vive Leonora "Nora" Guzmán Madrigal de Horta (Yadhira Carrillo), una bellísima, humilde e ingenua joven llena de ilusiones románticas. Las mujeres la envidian y los hombres la desean, pero ella sólo tiene ojos para Alfredo Rangel (Alejandro Ibarra), un cantante principiante de pocos recursos. El padre de Nora, Jacobo Guzmán (Manuel Ojeda), le insiste continuamente que debe casarse con un hombre rico e importante para tener una vida de lujos como ellos tuvieron antes de quedar en la ruina. En su lecho de muerte, Nora le promete realizar este acto. 
Tras la muerte de Jacobo, Nora sufre un gran desengaño cuando su malvada y ambiciosa madrastra, Isaura Ávila de Guzmán (Sylvia Pasquel), la vende a Heriberto Reyes (Antonio Medellín), el hombre más rico de Pátzcuaro, dueño de una cadena de hoteles que en realidad pertenece a su esposa, Gertrudis de Reyes (Adriana Roel), quien lo mantiene y le reclama todo el tiempo que vive a costa de ella. Alfredo resulta ser cómplice de toda la situación, por lo que Nora se siente profundamente decepcionada con él, pero sigue creyendo ciegamente en Isaura, una mujer corriente e ignorante a la que solo le importa el dinero y quien será la mayor causante de sus desgracias.
Defendiéndose de un acoso, Nora hiere a Heriberto, pero este no presenta cargos para evitar un escándalo. Aun así, Gertrudis castiga a la joven severamente y se ensaña con ella; con la ayuda de Alfredo, ahora exnovio de Nora, Gertrudis le hará la vida imposible. 
Presionada por las murmuraciones de los vecinos y el rechazo de todo el pueblo, Nora decide suicidarse una noche arrojándose al Lago de Pátzcuaro, pero es rescatada por Arturo Sandoval (Sergio Sendel), un atractivo piloto aviador, el cual se enamora de ella en el acto pese a las circunstancias en que se conocen. 
Poco después, Nora e Isaura se van a vivir a Morelia con la única pariente que le queda a Nora, su tía Alejandra Madrigal de Horta (Margarita Isabel), hermana de su difunta madre. Alejandra es una adinerada mujer de la alta sociedad, avara e hipócrita, que desprecia a Isaura por considerarla de una clase muy inferior a la suya y que solo quiere casar a Nora con un hombre rico para deshacerse de su manutención lo más pronto posible. En realidad, Alejandra no quiere a Nora por ser hija de su hermana Leonora (Blanca Guerra) y de Jacobo, el hombre de quien siempre estuvo enamorada. 
Alejandra guarda un gran secreto, hace muchos años tuvo una noche de pasión con Jacobo, la cual hubo terribles consecuencias: Alejandra dio a luz a una niña a la cual detesta y humilla, Casilda (Tiaré Scanda), a quien crio haciéndola pasar por su ahijada, para evitar el escándalo. Casilda es una chica fea y acomplejada, que envidia a Nora por su belleza y las atenciones que, falsamente, le tiene Alejandra. Isaura descubre el secreto y se encarga de alimentar el odio de Casilda; esta se molesta aún más cuando Leonardo Muñoz (Alexis Ayala), el apuesto joven al que siempre ha amado en secreto, se enamora profundamente de Nora, aunque su amor nunca llega a ser correspondido.
Entretanto, Isaura chantajea a Alejandra al enterarse de su secreto; después convierte a Casilda en su cómplice y juntas envenenan a Alejandra, que le confiesa la verdad de su parentesco a Casilda momentos antes de morir. 
Posteriormente se da lectura al testamento de Alejandra, y Casilda queda como la única heredera universal. Ahora, sabiéndose poderosa y dueña de una inmensa fortuna, Casilda le propone matrimonio a Leonardo, quién acepta, pero con condiciones que impone en un contrato pre-matrimonial, el cual, Casilda acepta y firma encantada, pues siempre lo ha amado.
En Morelia, Nora se reencuentra con Arturo y se entrega apasionadamente a él. Arturo la ama, pero debe partir al extranjero donde le ofrecen el trabajo de sus sueños como piloto en una línea comercial. Arturo promete que volverá en unos meses para casarse con ella y Nora se queda feliz haciendo los preparativos para su boda a escondidas de su tía. Por casualidad, Arturo se reencuentra con una vieja amiga, Paulina (Alessandra Rosaldo); y tras una salida una noche, ambos se sorprenden a la mañana siguiente cuando descubren que han dormido juntos, pero los dos se despiden por tener compromisos urgentes e ineludibles. 
Cuando Paulina regresa a México, le confiesa lo sucedido a su pretendiente, Juan Carlos Orellana (René Casados), un hombre rico, maduro y bondadoso que dirige la revista en la que trabaja Paulina como reportera. Juan Carlos siempre ha sido profundamente envidiado por uno de sus empleados más cercanos, Sergio Samaniego (Odiseo Bichir), el cual odia a Juan Carlos y desea ser el dueño de la revista. Juan Carlos es comprensivo e insiste en sus planes de matrimonio, pero Paulina se llena de dudas, ya que se da cuenta de que se ha enamorado de Arturo.
Nora descubre que espera un hijo de Arturo, pero antes de poder decírselo, Paulina informa a Arturo que está embarazada de él. El sentido de responsabilidad de Arturo lo obliga a contarle a Nora lo sucedido. Nora se siente traicionada nuevamente, de modo que guarda silencio sobre su embarazo y decide dedicarse por completo al hijo que espera.
Poco después, Isaura, quién solo quiere vivir a costa de Nora y de Casilda, alimenta el odio y la envidia que Casilda siente por Nora. Así, logra que Casilda eche a Nora de la casa y después incendia la boutique de Pilar Cansino (Emilia Carranza) una adinerada y bondadosa diseñadora que estaba dispuesta a ayudar a Nora dándole trabajo como modelo y costurera hasta que muere en ese incendio. Tras pasar un embarazo muy complicado y en las peores condiciones, finalmente Nora y Casilda dan a luz la misma noche, pero la hija de Casilda nace muerta debido a una caída que ella sufre e Isaura le hace creer a Nora que su hija ha nacido muerta, cambiando a las niñas. De esta forma, Isaura pretende que Nora caiga en la desesperación para poder manipularla a su antojo.
Destrozada por completo tras la muerte de su hija y haber quedado estéril por las complicaciones del parto, Nora jura no volver a amar y rehace su vida con solo un propósito en mente: aprovechar su belleza para explotar a los hombres. Convertida en una mujer dura, y haciéndose llamar Leonora Madrigal, Nora vivirá desde ahora únicamente para hacer fortuna a costa de quien sea y buscar la forma de vengarse de todos los que le han hecho daño; especialmente de Arturo, al que quiere odiar con toda su alma, pero no puede dejarlo de amar. La joven no imagina que Isaura, la cual se finge su amiga y sigue viviendo a su lado como su "dulce" madrastra, en realidad es su peor enemiga.
5 años después, Nora se convierte en una modelo famosa y adinerada, casada con Félix Palacios (Sergio Reynoso), un hombre rico y maduro que la adora, pero que posee negocios misteriosos; sin embargo, Nora no ha podido dejar de pensar en Arturo. Paulina también es una reconocida periodista, casada con Arturo, que vive con este y con Marisa, la hija de ambos tuvieron, pero Paulina es profundamente infeliz al saber que Arturo nunca la ha amado y sigue profundamente enamorado de Nora. Por su parte, Arturo ha tenido diferentes empleos que han terminado todos en fracaso, sin sospechar que ha sido Nora quien ha hecho que lo despidan de sus trabajos.
Arturo llega a trabajar como piloto de Félix y lleva a vivir a Paulina junto a su hija al rancho de Félix, en donde Leonora se esconde continuamente de él.  
Luego de que Casilda la agrediera, Isaura la envía al manicomio, pero ella logra superar la situación, y salir gracias a los consejos del espíritu de Alejandra. Con un único motivo en mente: vengarse de Isaura por todo lo que les hizo a ella y su madre.  
Un día, Paulina escucha a Isaura diciendo que ella cambió a las niñas de Casilda y de Leonora y al tratar de convencer a Casilda de que diga la verdad, Leonora llega y las oye hablando. Leonora le reclama a Isaura y la deja encerrada en un cuarto y planea entregarla a la policía, pero Isaura logra escapar. 
Sabiendo que está perdida, Isaura le inventa a Félix que encontró a Leonora y Arturo haciendo el amor, y que por eso Leonora la corrió de la casa. Y Félix se dispone a matarlos. Paulina y Casilda le hacen creer a Isaura que Félix está a punto de llegar de su viaje para matar a Leonora y a Arturo, y Paulina la graba con una cámara confesando todo lo que ha hecho y al querer quitarle el video, Isaura apuñala a Paulina con una tijera. Paulina agoniza, y le pide a Casilda que le lleve a Félix el video donde Isaura confiesa todo lo que hizo. Félix llega de viaje y cuando está a punto de matar a Leonora y Arturo, Casilda le muestra el video y él los deja ir.
Paulina llama a Leonora y Arturo y les pide que se reconcilien y sean felices y muere, después de esto, unos hombres con quienes Félix hizo negocios sucios rodean su casa y lo asesinan, y él también les pide a Nora y a Arturo que sean felices antes de morir.
Isaura escapa y le pide ayuda a Casilda, y esta le hace creer que la ayudará a huir lejos para poder vengarse de ella. Siguiendo los consejos del espíritu de su difunta madre Alejandra, Casilda, quién es ahora viuda de Leonardo, decide pedirle a un camionero que la lleve, esconde a Isaura en el camión y convence al camionero de dejar la cámara de carga en un baldío y así Isaura muere. Después Casilda hace planes de amor con el camionero mientras se van lejos.
Un año después, Leonora y Arturo se reencuentran en una iglesia, y ya sin impedimentos, se unen para amarse libremente para toda la vida.

## Elenco
- Yadhira Carrillo - Leonora "Nora" Guzmán Madrigal de Horta de Sandoval
- Sergio Sendel - Arturo Sandoval De Anda
- Alessandra Rosaldo - Paulina Almazán Miranda +
- Margarita Isabel (+) - Alejandra Madrigal de Horta +
- Sylvia Pasquel - Isaura Ávila vda. de Guzmán +
- Tiaré Scanda - Casilda Gómez / Guzmán Madrigal de Horta vda. de Muñoz
- Odiseo Bichir - Sergio Samaniego
- Alexis Ayala - Leonardo Muñoz De Santiago +
- Erika Buenfil - Gisela de López-Monfort
- René Casados - Juan Carlos Orellana +
- Ofelia Guilmáin (+) - Doña Covadonga Linares de Almazán
- Sergio Reynoso - Félix Palacios-García +
- Adriana Roel (+) - Gertrudis De la Mora de Reyes
- Antonio Medellín (+) - Heriberto Reyes
- Alejandro Ibarra - Alfredo Rangel Gómez / Alfredo De la Mora
- Emilia Carranza - Pilar Cansino +
- Xavier Marc (+) - Evaristo López-Monfort +
- Juan Peláez (+) - Carmelo Quintero
- Luis Gimeno (+) - Clemente Sandoval +
- Sergio Ramos "El Comanche" (+) - Silverio Almazán +
- Graciela Bernardo (+) - Betina Riquelme
- Verónica Jaspeado - Mirta Fernández Del Ara +
- Silvia Manríquez - Ana María Fernández Del Ara
- Alonso Echánove (+) - Felipe Fernández Del Ara / Felipe Arcadio
- Gabriela Goldsmith - Kathy de Quiroga
- José Ángel García (+) - Julián Quiroga
- Jan - Roberto Peña
- Mauricio Aspe - Rafael Almazán Miranda
- Alejandro Ruiz Márquez - Diego Fernández Del Ara
- Dacia Arcaraz - Diana Salazar +
- Germán Gutiérrez - Osvaldo Quintero
- Ingrid Martz - Renata Quiroga
- Manuel Ojeda (+) - Jacobo Guzmán +
- Blanca Guerra - Leonora Madrigal de Horta +
- Aarón Hernán (+) - Joaquín Arcadio +
- Roberto Ballesteros - Marcelo Previni +
- Eugenio Cobo - Hipólito Zavala +
- Macaria - Dra. Clara Santacruz
- Ninón Sevilla (+) - Doña Galia de Caridad
- Julio Monterde (+) - Padre Javier Lucio
- María Prado - Cholé Ocampo
- Josefina Echánove (+) - Damiana Mendiola
- Antonio Miguel (+) - Víctor Garduño +
- Luis Bayardo - Manolo Tapia
- Óscar Servín (+) - Roque Ramos
- Roberto Antúnez (+) - Genaro
- Felipe Nájera - Voz de Felipe Fernández Del Ara / Felipe Arcadio
- Virginia Gimeno - Rebeca Duarte
- David Ramos - Pepe Luis Reséndez
- Bibelot Mansur - Pascuala Ocampo
- Jerardo - Agustín
- Tatiana Rodríguez - Jessica Del Valle
- Farah Abud - Cristina Palacios Moret
- Verónica Toussaint (+) - Jazmín
- Óscar Ferretti - Baltazar Duarte
- Conrado Osorio - Sandro
- Roberto Sen - Dr. Lozano, psiquiatra de Casilda
- Sergio Sánchez - Dr. Bermúdez
- Irene Azuela - Terapeuta de Ana María
- Esther Guilmáin - Micaela Montalvo
- Susana Lozano - Gilda
- Beatriz Monroy - Luisa
- Ramón Menéndez - Ingeniero del área de Aviación
- Lidice Pousa - Claudia Rivas
- Baltazar Oviedo - Juan Salvador Rodriguez +
- Hugo Macías Macotela - Padre Benigno
- Eduardo Lugo - Mariano
- Laura Sotelo - Dulce
- Berenice Noriega - Modelo Ivonne (Villana)
- Alberto Loztin - José Jorge Gastelum +
- Aleyda Gallardo - Raquel
- Samuel Gallegos - Guardaespaldas de Félix +
- Jorge Ulises Santillana - César +
- Humberto Dupeyrón - Omar
- Benjamín Islas - Detective Toscano
- Norma Reyna - Faustina +
- Mario del Río - Ramón
- Valentina Cuenca - Nora (niña) / Alejandra Sandoval Guzmán (hija de Nora)
- Jorge Santana - Fito (joven)
- Charly Santana - Fito (niño)
- Michelle Ramaglia - Aeromoza
- Sergio Ochoa - Mariano Pacheco
- Sandra Destenave - Ana
- Perla Encinas - Lucía Fernández
- Marina Marín - Crhistina Moret de Palacios +
- Pablo Zuack - Recepcionista
- Juan Carlos Casasola - Gonzalo Carrera
- Andrea Legarreta - Conductora
- Ernesto Laguardia - Conductor
- Galilea Montijo - Ella misma
- Xavier López "Chabelo" (+) - Él mismo
- Audrey Vera (Villana)
- Rocío Yaber
- Ernesto Bojalil
- Omar Espino
- Pilar Ramírez
- Mauricio Roldán
- Xorge Noble
- Alfredo Palacios (+)
- Floribel Alejandre
- Jaime Genner
- Ángel de Mendoza
- Uriel Regalado
- Alyosha Barreiro
- Arantza Ruiz
- Benny Ibarra

## Premios y nominaciones

### Premios TVyNovelas 2004
| Categoría                  | Nominado(a)                         | Resultado |
| -------------------------- | ----------------------------------- | --------- |
| Mejor telenovela           | Ernesto Alonso                      | Nominado  |
| Mejor actriz protagónica   | Yadhira Carrillo                    | Nominada  |
| Mejor actor protagónico    | Sergio Sendel                       | Nominado  |
| Mejor villano              | Odiseo Bichir                       | Nominado  |
| Mejor villana              | Sylvia Pasquel                      | Nominada  |
| Mejor actriz de reparto    | Tiaré Scanda                        | Nominada  |
| Mejor actor de reparto     | Alexis Ayala                        | Nominado  |
| Mejor primera actriz       | Margarita Isabel                    | Nominada  |
| Mejor primer actor         | Sergio Ramos "El Comanche"          | Nominado  |
| Mejor revelación femenina  | Alessandra Rosaldo                  | Nominada  |
| Mejor revelación masculina | Jan                                 | Ganador   |
| Mejor tema musical         | Ricardo Montaner Alessandra Rosaldo | Ganadores |

### TV Adicto Golden Awards
| Año  | Categoría                            | Nominada     | Resultado |
| ---- | ------------------------------------ | ------------ | --------- |
| 2010 | Mejor historia original de la década | Liliana Abud | Ganadora  |

## Comercialización en formatos caseros
- El Grupo Televisa lanzó a la venta el DVD de Amarte es mi pecado.[2]